# Узинген
Узинген (њем. Usingen) град је у њемачкој савезној држави Хесен. Једно је од 13 општинских средишта округа Хохтаунус. Према процјени из 2010. у граду је живјело 13.289 становника. Посједује регионалну шифру (AGS) 6434011.

## Географски и демографски подаци
Узинген се налази у савезној држави Хесен у округу Хохтаунус. Град се налази на надморској висини од 269 метара. Површина општине износи 55,8 km². У самом граду је, према процјени из 2010. године, живјело 13.289 становника. Просјечна густина становништва износи 238 становника/km².

## Међународна сарадња
| Мјесто  | Држава    | Врста сарадње | Од    |
| ------- | --------- | ------------- | ----- |
| Шасје   | Француска | партнерство   | 1990. |
| Валбург | Холандија | партнерство   | 1975. |
| Извор   |           |               |       |